# Пајн Буш (Њујорк)
Пајн Буш (енгл. Pine Bush) насељено је место без административног статуса у америчкој савезној држави Њујорк.

## Демографија
По попису из 2010. године број становника је 1.780, што је 241 (15,7%) становника више него 2000. године.
| Група             | 2000.         | 2010.         |
| Белци             | 1.416 (92,0%) | 1.520 (85,4%) |
| Афроамериканци    | 12 (0,8%)     | 45 (2,5%)     |
| Азијати           | 18 (1,2%)     | 29 (1,6%)     |
| Хиспаноамериканци | 63 (4,1%)     | 164 (9,2%)    |
| Укупно            | 1.539         | 1.780         |